# ジョージ・エルフィンストーン (初代キース子爵)

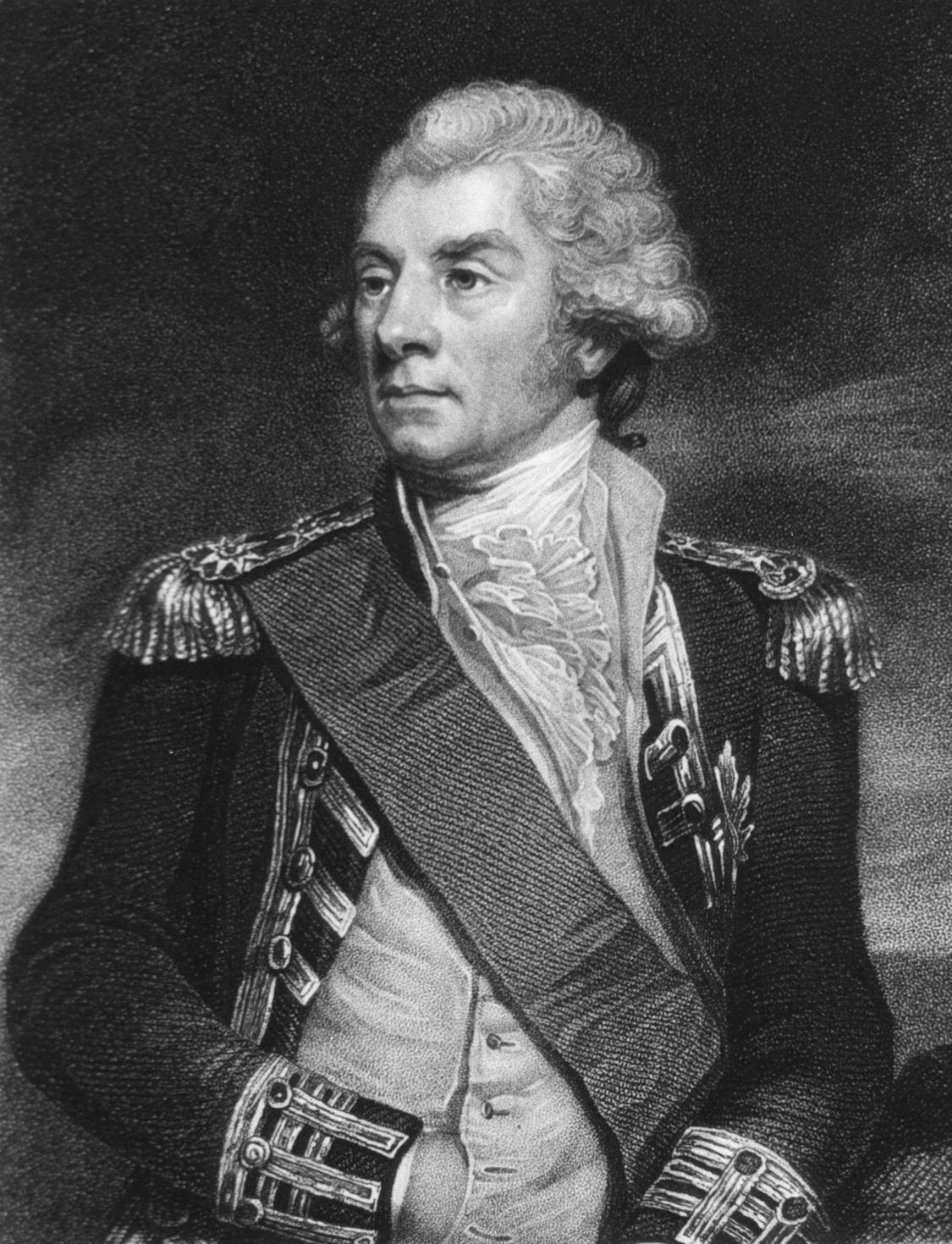
ジョージ・エルフィンストーン

初代キース子爵ジョージ・キース・エルフィンストーン（英: George Keith Elphinstone,1st Viscount Keith, 1746年1月7日 - 1823年3月10日）はナポレオン戦争を通して活躍したイギリス海軍の提督。初代キース子爵。

## 経歴
エルフィンストーン卿の5人目の息子としてスコットランドのスターリング近郊にあるエルフィンストーン・タワーで生まれた。兄のうち2人は海軍に進んでおり、その後を追って1761年に海軍に入った。乗組んだのは軍艦ゴスポートで、艦長はのちにセント・ヴィンセント伯爵となるジョン・ジャーヴィスだった。1767年にはイギリス東インド会社の船で東インド諸島へ航海した。その際、伯父から有益な個人的貿易取引に使うように2,000ポンドを貸し与えられ、それによって相当な財産の基礎を作った。1770年に海尉、1772年に海尉艦長となり、1775年に勅任艦長となった。
アメリカ独立戦争の際には、エルフィンストーンは私掠船に取り締まる任務に就き、またチャールストン（サウスカロライナ）を占領した海軍部隊にも加わっていた。1781年1月、軍艦ウォーウィック（50門）を指揮して、数日前に同等の戦力のイギリス艦を撃退したばかりのオランダ50門艦を捕獲した。講和が成立した後10年間は陸上に留まり、まずダンバートンシャー地区の、次いでスターリングシャー地区の下院議員として活動した。
戦争が1793年に再開されると、エルフィンストーンは軍艦ロバスト（74門）の指揮を任され、サミュエル・フッド提督の下でトゥーロンの占領に参加した。そしてイギリスとスペインによる上陸部隊の先頭に立ってフランスの大軍を海岸で打ち破ったことで名を上げた。また、トゥーロンの町を放棄するときには、脱出者を乗船させる任務を任された。1794年海軍少将に昇進すると、1795年には喜望峰およびインドにおけるオランダ植民地を占領するため派遣された。1795年にケープにおいて広い区域の占領に成功したエルフィンストーンは、1796年8月に南アフリカのサルダニャ湾でオランダ戦隊をまるごと捕獲した。しかしエルフィンストーンはその間の時期、インドに進出した際に健康を害しており、サルダニャでの捕獲劇は本国への帰り道で生じたものである。1797年にノア泊地で反乱が起きたときには、秩序の回復を命じられ、速やかにそれを達成した。また同様に戦隊が決起していたプリマスでも成功を収めた。
1798年の終わりに、エルフィンストーンはセント・ヴィンセントの次将に任ぜられた。それは長い間にわたって歓迎されざるポストであった。なぜなら、セント・ヴィンセントは健康を害して任務を十分にこなすことが出来ないうえに極めて専制的でもあったからである。またホレーショ・ネルソンはキースの任命が自分への軽視であると考えて、気難しく、また反抗的だった。ブレストから地中海に入ったフランス戦隊が1799年5月に行った脱出作戦は、主にイギリス海軍の指揮官の間の不十分な意思疎通に起因するものだった。キースは逃走するフランス艦隊をブレストまで追撃したが、戦闘に持ち込むことはできなかった。
11月に艦隊司令長官として地中海に戻ったキースはオーストリア軍と共同でジェノヴァ包囲戦を戦い、1800年6月4日に降伏させた。しかしその戦果は直後のマレンゴの戦いの結果、無に帰した。フランス軍の再占領は極めて素早く、提督は配下の艦船を港から脱出させる余裕が無かった。1801年の終わりから翌年の初めにかけては、エジプトをフランスから取り戻すための派遣軍の輸送に費やした。敵の海軍力が完全に港に閉じ込められていたため、イギリスの提督には海上戦闘の機会が無かった。しかし兵員輸送船団の航海およびアブキールへの上陸に関する指揮ぶりは大いに賞賛された。
1797年にキースはイギリスのキース男爵に叙せられ、またアイルランドの男爵位も授けられた。1803年の戦争再開時には北海艦隊司令長官に任ぜられ、1807年までその地位にあった。1812年2月には海峡艦隊司令長官となった。1814年には子爵に昇った。北海艦隊司令長官を退いてから海峡艦隊司令長官に就任するまでの間、彼はまず想定される侵略に対処するための方策を十分吟味し、しかるのちに、多数の小戦隊やスペイン、ポルトガルの沿岸で雇った私有船を指揮して通商の保護を行う仕事に従事した。
ナポレオンが降伏して、フレデリック・メイトランド艦長指揮の戦列艦ベレロフォンによってイングランドに連れてこられたとき、エルフィンストーンはプリマスにいた。廃帝へのイギリス政府の決定は彼を通じて伝えられた。キース卿は議論に引き込まれることを拒否し、従うべき命令が確固としてあるということをみずから宣言して頑なな態度を保った。彼は著名な捕虜の外見にはさして感銘を受けず、ナポレオンとその取り巻きの様子に珍妙な印象を受けた。キース卿は1823年、スコットランドの自らの領地であるファイフのキンカーダイン＝オン＝フォース近郊のテュリアラン城で亡くなり、教区教会に埋葬された。

## 家族
オウエンの描いたキース卿の肖像は、グリニッジのペインテッド・ホールにある。彼は2度結婚しており、1787年に結婚した最初の妻はアルディーのウィリアム・マーサー大佐の娘ジェーン、1808年に結婚した2度目の妻はヘンリー・スレイルとヘスター・スレイルの娘ヘスター・マリアである。2度目の妻のヘスター・マリアはジェイムズ・ボズウェルの『サミュエル・ジョンソン伝（Life of Samuel Johnson）』やマダム・ダーブレイ（ファニー・バーニー）の『日記（Diary）』において「クィーニー（"Queeney"）」として言及されている人物である。キースは2度の結婚でそれぞれ娘を成した（長女マーガレット・キース、次女ジョージナ・オーガスタ・ヘンリエッタ・キース）が、男子がなく、子爵位は1代で廃絶した。イギリスとアイルランドの男爵位は長女のマーガレット（1788年-1867年）が相続（2代キース女男爵）したが、彼女の死亡によって廃絶した。

## 小説への登場
キース卿と妻クィーニーは、パトリック・オブライアンによるベストセラー小説オーブリー&マチュリンシリーズに主人公の友人として登場し、読者にとって親しい存在となっている。